# Treia
Treia település Olaszországban, Marche régióban, Macerata megyében. Lakosainak száma 9013 fő (2023. január 1.). Treia Appignano, Cingoli, Macerata, Pollenza, San Severino Marche és Tolentino községekkel határos.

## Népesség
A település lakossága az elmúlt években az alábbi módon változott:
| Lakosok száma | 9389 | 9309 | 9013 |
|               | 2017 | 2018 | 2023 |